# Paralimnus straminostriatus
Paralimnus straminostriatus är en insektsart som beskrevs av Dlabola 1994. Paralimnus straminostriatus ingår i släktet Paralimnus och familjen dvärgstritar. Inga underarter finns listade i Catalogue of Life.